# Glalbert Cutrim
Glalbert Nascimento Cutrim, mais conhecido como Glalbert Cutrim (São Luís, 1 de novembro de 1988) é um empresário e político brasileiro, filiado ao Partido Democrático Trabalhista (PDT). Ele é filho do ex-deputado e ex-presidente do Tribunal de Contas do Estado Edmar Cutrim e irmão do ex-prefeito Gil Cutrim.

## Carreira política
Em 2014, foi eleito deputado estadual pelo Partido Republicano Brasileiro (PRB). Apoiou Flávio Dino e Dilma Rousseff.
Em 2015, filiou-se ao Partido Democrático Trabalhista (PDT).